# Leśnianka
Leśnianka (też: Leśna, Zimnik lub Twardorzeczka) – potok, lewobrzeżny dopływ Soły{ o długości 14,65 km.
Płynie we wschodniej części Beskidu Śląskiego i w południowo-zachodniej części Kotliny Żywieckiej. Jej źródliska znajdują się w Beskidzie Śląskim na wysokości ok. 1050 m n.p.m. na wschodnich stokach obszernego kotła, ograniczonego grzbietami biegnącymi od Magurki Wiślańskiej przez Zielony Kopiec i Malinowską Skałę po Kościelec. Spływa początkowo w kierunku północno-wschodnim. Na wysokości ok. 560 m n.p.m., koło gajówki Ostre, przyjmuje pierwszy ważniejszy dopływ – lewobrzeżny Malinowski Potok. W rejonie wsi Ostre opuszcza Beskid Śląski i dalej płynie już w kierunku wschodnim, łagodnie meandrując w płytkiej dolinie w dnie Kotliny Żywieckiej. We wsi Twardorzeczka, na wysokości ok. 460 m n.p.m., przyjmuje swój największy dopływ prawobrzeżny, potok Twardorzeczka. W żywieckiej dzielnicy Pawlusie, tuż na północ od browaru „Żywiec”, uchodzi na wysokości 353 m n.p.m. do Soły.
Podobnie jak inne cieki wodne w dorzeczu Soły, Lesnianka charakteryzuje się znacznymi wahaniami przepływów. Najwyższe stany wód przypadają zwykle na okres od połowy czerwca do połowy lipca, natomiast najniższe na miesiące wrzesień i październik. W październiku, listopadzie i grudniu 1920 r. zanotowano nawet całkowite wyschnięcie koryta w dolnym biegu potoku.
Doliną Leśnianki prowadzą znaki żółte szlaku turystycznego z Ostrego na Malinowską Skałę. U wylotu doliny pomiędzy grzbietami położone są „Karczma Pod Zwaliskiem” i parking. Przy parkingu rozpoczyna się ścieżka dydaktyczno-przyrodnicza „Doliną Zimnika”, urządzona przez Nadleśnictwo Węgierska Górka w ramach Leśnego Kompleksu Promocyjnego „Lasy Beskidu Śląskiego”.
Woda z doliny Leśnianki od wielu już lat jest dostarczana rurociągiem do browaru w Żywcu, gdzie na jej bazie produkuje się piwo „Żywiec”. Ujęcie znajduje się w dolinie, powyżej parkingu i krzyża, upamiętniającego 4 Polaków, zamordowanych tu przez hitlerowców 20 lutego 1943 r. za udział w ruchu oporu.

## Przypisy

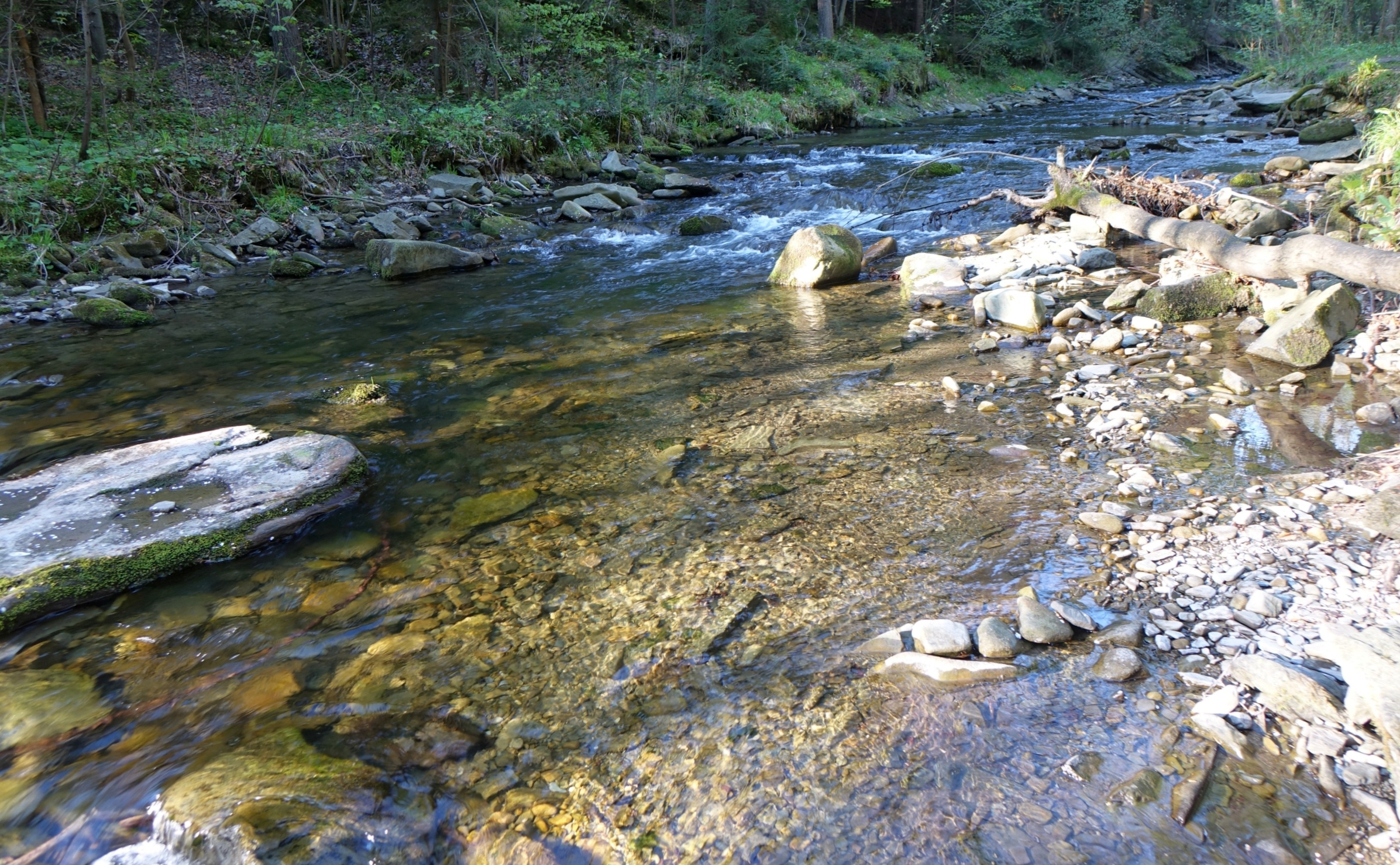
Leśnianka przy gajówce Ostre